# Zabikhillo Urinboev
Zabikhillo Urinboev (Moscú, Rusia, 30 de marzo de 1995) es un futbolista ruso-uzbeko que juega como delantero en el Metallurg Bekabad de la Super Liga de Uzbekistán.

## Trayectoria

### Clubes
| Club                  | País       | Año         |
| --------------------- | ---------- | ----------- |
| FK Bunyodkor Tashkent | Uzbekistán | 2014 - 2016 |
| FC AGMK               | Uzbekistán | 2017        |
| FC Pajtakor Tashkent  | Uzbekistán | 2017        |
| Metallurg Bekabad     | Uzbekistán | 2018 - 2019 |
| Tokushima Vortis      | Japón      | 2019 -      |